# Dimas Camilo Cortés
Dimas Camilo Cortés (n. el 22 de octubre de 1989 en Urandén, Michoacán.) es un piragüísta mexicano. Participó en el Campeonato Mundial Juvenil de Piragüismo de 2007 en Račice,  República Checa, donde obtuvo 1 medalla de oro en la categoría C-4 1000 m. En 2008, participó en el Campeonato Panamericano de Piragüismo en Montreal, donde consiguió medalla de plata en C-2 1000 m. Participó en los Juegos Olímpicos de Pekín en las categorías C-2 500 m y C-2 1000 m.